# Synetocephalus
Synetocephalus là một chi bọ cánh cứng trong họ Chrysomelidae.
Chi này được miêu tả khoa học năm 1910 bởi Fall.

## Các loài
Các loài trong chi này gồm:
- Synetocephalus adenostomatus (White, 1942)
- Synetocephalus atricornis (Fall, 1910)
- Synetocephalus atricornis (Fall, 1910)
- Synetocephalus autumanlis (Fall, 1910)
- Synetocephalus bivittatus (Leconte, 1859)
- Synetocephalus crassicornis (Fall, 1910)
- Synetocephalus curvatus (Fall, 1910)
- Synetocephalus diegensis (Blake, 1942)
- Synetocephalus monorhabdus (Blake, 1942)
- Synetocephalus vandykei (Blake, 1942)